# Asesinato de Tim McLean
El asesinato de Tim McLean ocurrió la tarde del 30 de julio de 2008. McLean, un canadiense de 22 años, fue apuñalado, decapitado y canibalizado mientras viajaba en un autobús de Greyhound Canadá por la autopista transcanadiense, unos 30 km al oeste de Portage la Prairie, Manitoba. El 5 de marzo de 2009, su asesino, Vince Li, canadiense de origen chino de 40 años, fue declarado no responsable penalmente por asesinato y remitido a un centro de salud mental de alta seguridad en Selkirk, Manitoba, donde permaneció hasta su liberación el 8 de mayo de 2015.

## Asesinato
El 30 de julio de 2008, Tim McLean, un pregonero de carnaval, regresaba a su hogar en Winnipeg después de trabajar en una feria en Edmonton. Partió de Edmonton a bordo del autobús Greyhound 1170 hacia Winnipeg, por la autopista Yellowhead a través de Saskatchewan. Se sentó en la parte trasera, una fila por delante del baño; a las 6:55 p. m., el autobús partió de una parada en Erickson, Manitoba, con un nuevo pasajero, Vince Weiguang Li. Li, descrito como un hombre alto de unos 40 años, con la cabeza rapada y gafas de sol, originalmente se sentó cerca de la parte delantera del autobús, pero se mudó para sentarse junto a McLean después de una parada de descanso programada. McLean "apenas reconoció" a Li, pues pronto se quedó dormido contra el cristal de la ventana, con los auriculares cubriendo sus oídos.
Según los testigos, McLean estaba durmiendo con los auriculares puestos cuando el hombre sentado a su lado de repente sacó un cuchillo grande de caza y comenzó a apuñalarlo en el cuello y el pecho. Al percatarse del ataque, el conductor del autobús se detuvo a un lado de la carretera y él y todos los demás pasajeros huyeron del vehículo. El conductor y otros dos hombres intentaron rescatar a McLean, pero Li los persiguió y los acuchilló desde detrás de las puertas cerradas del autobús. Li finalmente decapitó a McLean y mostró su cabeza cortada a los que estaban fuera del autobús, luego regresó al cuerpo de McLean y comenzó a cortar otras partes y a consumir trozos de la carne.
A las 8:30 p. m., la Real Policía Montada del Canadá (RCMP) en Portage la Prairie recibió un informe de un apuñalamiento en un autobús Greyhound al oeste de la ciudad. Llegaron y encontraron al sospechoso todavía a bordo del autobús, pero otro pasajero, el conductor del autobús y un camionero que había proporcionado una palanca y un martillo como armas le impedían salir. Los otros pasajeros estaban acurrucados al costado de la carretera, algunos de ellos llorando y vomitando. Como el sospechoso había intentado escapar conduciendo el autobús, el conductor había activado el sistema inmovilizador de emergencia, lo que dejó el vehículo inoperable. Los testigos habían observado al sospechoso apuñalando y cortando el cuerpo de McLean con un cuchillo y sosteniendo la cabeza cortada de la víctima.
A las 9:00 p. m., la policía mantenía un enfrentamiento con el sospechoso y había convocado a negociadores especiales y una unidad táctica fuertemente armada. El sospechoso caminaba a lo largo del autobús y luego se puso a profanar el cadáver. Los agentes de policía observaron a Li comiendo partes del cuerpo. Mientras tanto, los pasajeros varados fueron transportados desde la escena para ser entrevistados en el destacamento Brandon RCMP. Según los informes, los oficiales que rodeaban el vehículo escucharon a Li decir: "Tengo que quedarme en el autobús para siempre".
El 31 de julio de 2008 a las 1:30 a. m., el sospechoso intentó escapar del autobús rompiendo una ventana. La RCMP lo arrestó poco después. Le dispararon dos veces con un taser, lo esposaron y lo colocaron en la parte trasera de una patrulla de la policía. Partes del cuerpo de la víctima, metidas en bolsas de plástico, fueron recuperadas del autobús, mientras que una oreja, su nariz y lengua fueron encontradas en los bolsillos de Li. Los ojos de la víctima y una parte de su corazón nunca se recuperaron y se presume que Li se los comió.
A las 10:00 a. m., los representantes de Greyhound llevaron a los otros pasajeros a una tienda local para reemplazar su ropa, que permanecía en el autobús en sus maletas y mochilas. Llegaron a Winnipeg a las 3:30 p. m. ese día, para reunirse con familiares y amigos.

## Tim Mclean
Timothy Richard "Tim" McLean Jr., nació el 3 de octubre de 1985 en Winnipeg, Manitoba. Creció tanto en Winnipeg como en Elie, Manitoba. Tenía 22 años cuando fue asesinado el 30 de julio de 2008. En el momento de su muerte, McLean había estado trabajando como pregonero de carnaval, específicamente en la feria y carnaval en Edmonton, Alberta. El 21 de diciembre de 2008, cinco meses después de la muerte de McLean, nació su hijo póstumo. El joven mantenía una relación con una antigua novia, en ese momento distanciada temporalmente de su esposo pues ella se había casado y tenía dos hijos pequeños.

## Vince Li
Vincent Weiguang "Vince" Li (chino: 李伟光; pinyin: Lǐ Wěiguāng) nació en Dandong, Liaoning, China el 30 de abril de 1968. En 1992, Li se graduó del Instituto de Tecnología de Wuhan con una licenciatura en informática. De 1994 a 1998, Li trabajó en Pekín como ingeniero de software. Emigró a Canadá el 11 de junio de 2001 (aunque algunos periódicos informaron erróneamente de 2004), y se convirtió en ciudadano canadiense el 7 de noviembre de 2006. El psiquiatra Stanley Yaren, quien luego examinó a Li, dijo que fue hospitalizado en 2003 o 2004 después de un incidente con la Policía Provincial de Ontario a quienes dijo que "estaba siguiendo el sol".
Trabajó en Winnipeg en trabajos de baja categoría en la Grant Memorial Church durante seis meses para mantener a su reciente esposa, Anna. El pastor Tom Castor, que contrató a Li, dijo que parecía feliz de tener un trabajo y que estaba comprometido a hacerlo bien, a pesar de la barrera del idioma con otros miembros de la congregación.
"Creo que ocasionalmente se sentiría frustrado por no poder comunicarse o entender", dijo Castor a CTV Winnipeg. "Pero tenemos miembros del personal muy pacientes y pareció responder bien". Castor también dijo que Li no mostró signos de problemas de ira ni ningún otro problema antes de renunciar en la primavera de 2005. Trabajó como operador de montacargas en Winnipeg mientras su esposa trabajaba como camarera.
Li se mudó a Edmonton en 2006, dejando abruptamente a su esposa sola en Winnipeg hasta que ella se unió a él más tarde. Sus trabajos incluían servicio en Walmart, en un restaurante McDonald's y entrega de periódicos. Su jefe de entrega, Vincent Augert, describió a Li como confiable, trabajador y que no mostraba signos de problemas.
Cuatro semanas antes del asesinato, fue despedido de Walmart luego de un "desacuerdo" con otros empleados. Poco antes del incidente, Li pidió tiempo libre en su trabajo de entrega de prensa para ir a Winnipeg para una entrevista de trabajo.

### 29 de julio de 2008
El 28 de julio a las 12:05 p. m. en Edmonton, Li abordó un autobús Greyhound con destino a Winnipeg. El 29 de julio, alrededor de las 6:00 p. m., Li se bajó del autobús en Erickson, Manitoba, con al menos tres piezas de equipaje, y pasó la noche en un banco al lado de una tienda de comestibles. Según un testigo, fue visto a las 3:00 a. m. sentado muy tieso, con los ojos muy abiertos. En la mañana del 30 de julio, todavía sentado en el banco, vendió su nuevo ordenador portátil a un chico de 15 años por 60 dólares. La RCMP incautó el portátil como prueba; Posteriormente, un hombre de negocios anónimo le dio al chico un ordenador portátil nuevo por su honestidad.
El testigo Garnet Caton dijo que el atacante parecía ajeno a los demás cuando ocurrió el apuñalamiento, y agregó que le llamó la atención la conducta tranquila de Li. "No había rabia ni nada. Era como un robot, apuñalando al tipo", dijo. Cuando apareció en un juzgado de Portage la Prairie acusado de asesinato en segundo grado, las únicas palabras que pronunció Li, según los informes, fueron súplicas para que alguien lo matara. 

### Juicio
El juicio de Li comenzó el 3 de marzo de 2009 y Li se declaró no responsable penalmente debido a trastorno mental. Esto significa que aceptó que el delito ocurrió pero afirmó que no pudo formar el elemento mental o mens rea necesario. El psiquiatra dijo que Li realizó el ataque porque estaba escuchando voces que creía que eran de Dios, diciéndole que destruyera al demonio sentado a su lado, o él mismo moriría. El juez presidente, John Scurfield, aceptó el diagnóstico y dictaminó que Li no era penalmente responsable del asesinato. Li fue remitido al Centro de Salud Mental de Selkirk.

## Secuelas
La semana siguiente al ataque, Greyhound Canada anunció que lanzaría una serie de anuncios a nivel nacional que incluían el eslogan: "Hay una razón por la que nunca has oído hablar de la furia en los autobuses". El impactante incidente dio lugar a numerosas llamadas y peticiones que exigían una mayor seguridad en los autobuses interurbanos. 
- La familia de Tim McLean presentó una demanda de 150.000 dólares contra Greyhound, el Fiscal General de Canadá y Vince Li.[22]
- El 3 de junio de 2010, a Li se le concedieron caminatas al aire libre supervisadas dentro de su centro de salud mental según lo votado por la junta de revisión provincial.[23]
- El 16 de febrero de 2011, dos pasajeras, Debra Tucker y Kayli Shaw, presentaron una demanda contra Li, Greyhound, RCMP y el gobierno canadiense por haber sido expuestas a la decapitación y mutilación. Cada una exigía 3 millones en daños psicológicos.[24] El 14 de julio de 2015, las dos mujeres retiraron la demanda.[25]
- El 30 de mayo de 2011, CBC informó que Li estaba respondiendo bien a su tratamiento psiquiátrico y que su médico le había recomendado que recibiera más libertades, escalonadamente durante varios meses.[26]
- El 17 de mayo de 2012, el National Post informó que a Li se le habían otorgado pases temporales que le permitirían salir del Centro de Salud Mental de Selkirk para visitar la ciudad, supervisado por una enfermera y un oficial de paz.[27] En una entrevista, Li habló por primera vez y dijo que comenzó a escuchar "la voz de Dios" en 2004 y que quería salvar a la gente de un ataque alienígena.[28]
- El 27 de febrero de 2014, CBC informó que el 6 de marzo, a Li se le permitiría realizar visitas sin supervisión a Selkirk, comenzando en 30 minutos y expandiéndose a viajes de un día completo. Desde 2013, se le permitió realizar visitas supervisadas a Lockport, Winnipeg y las playas cercanas. Esas visitas se relajaron progresivamente.[29]
- El 17 de julio de 2014, el Toronto Sun informó que uno de los primeros oficiales en la escena, el cabo Ken Barker de la RCMP, se había suicidado. La familia declaró en su obituario que padecía trastorno de estrés postraumático.[30]
- El 27 de febrero de 2015, CBC News informó que Li recibió pases de un día sin supervisión para visitar Winnipeg siempre que llevara un teléfono móvil.[31]
- El 8 de mayo de 2015, CTV News informó que a Li se le otorgarían pases para los hogares grupales de la comunidad.[32]
- En febrero de 2016, se informó que Li había cambiado legalmente su nombre a Will Lee Baker y buscaba dejar su hogar grupal para vivir de forma independiente.[33][34] Ganó el derecho a vivir solo el 26 de febrero por recomendación de la Junta de Revisión del Código Penal.[35]
- El 10 de febrero de 2017, la Junta de Revisión del Código Penal de Manitoba ordenó la liberación plena de Li. No habrá obligaciones ni restricciones legales relacionadas con la vida independiente de Li.[36][37]

## Ficción
Vincent (Cider Press, 2015), un poema del tamaño de un libro del poeta estadounidense Joseph Fasano, es una obra ficticia basada libremente en el macabro suceso.